# The Girl from Ipanema
The Girl from Ipanema (w wersji port. Garota de Ipanema) – piosenka w stylu bossa nova, która stała się światowym przebojem w połowie lat 60. XX wieku. W 1965 roku utwór zdobył Nagrodę Grammy w kategorii Nagranie Roku (Record of the Year).
Tytułowa dziewczyna to późniejsza modelka i przedsiębiorczyni Helô Pinheiro, a Ipanema to dzielnica w Rio de Janeiro.

## Historia
Utwór powstał w 1962 roku, muzykę napisał Antonio Carlos Jobim, a
tekst piosenki w języku portugalskim Vinicius de Moraes. W pierwotnej wersji była to „Menina que passa”(tłum. przechodząca dziewczyna). Później powstała wersja z angielskim tekstem napisanym przez Normana Gimbela.
Pierwsza wersja została nagrana w 1962 roku przez Pery Ribeiro. Jednak międzynarodową popularność zyskała wersja wykonywana przez Astrud Gilberto w duecie z jej ówczesnym mężem João Gilberto i jazzmanem Stanem Getzem. Utwór znalazł się na albumie Getz/Gilberto (1963).

### Covery
Od 1963 roku wykonano i opublikowano wiele wersji piosenki „The Girl from Ipanema”; śpiewali ją m.in.: Dionne Warwick, Ella Fitzgerald, Frank Sinatra, Diana Krall. W 2011 roku singiel z wersją nagrana przez brytyjską piosenkarkę Amy Winehouse znalazł się na 13. pozycji listy Portugal Singles Top 50.